# 凱蒂·馬錢特

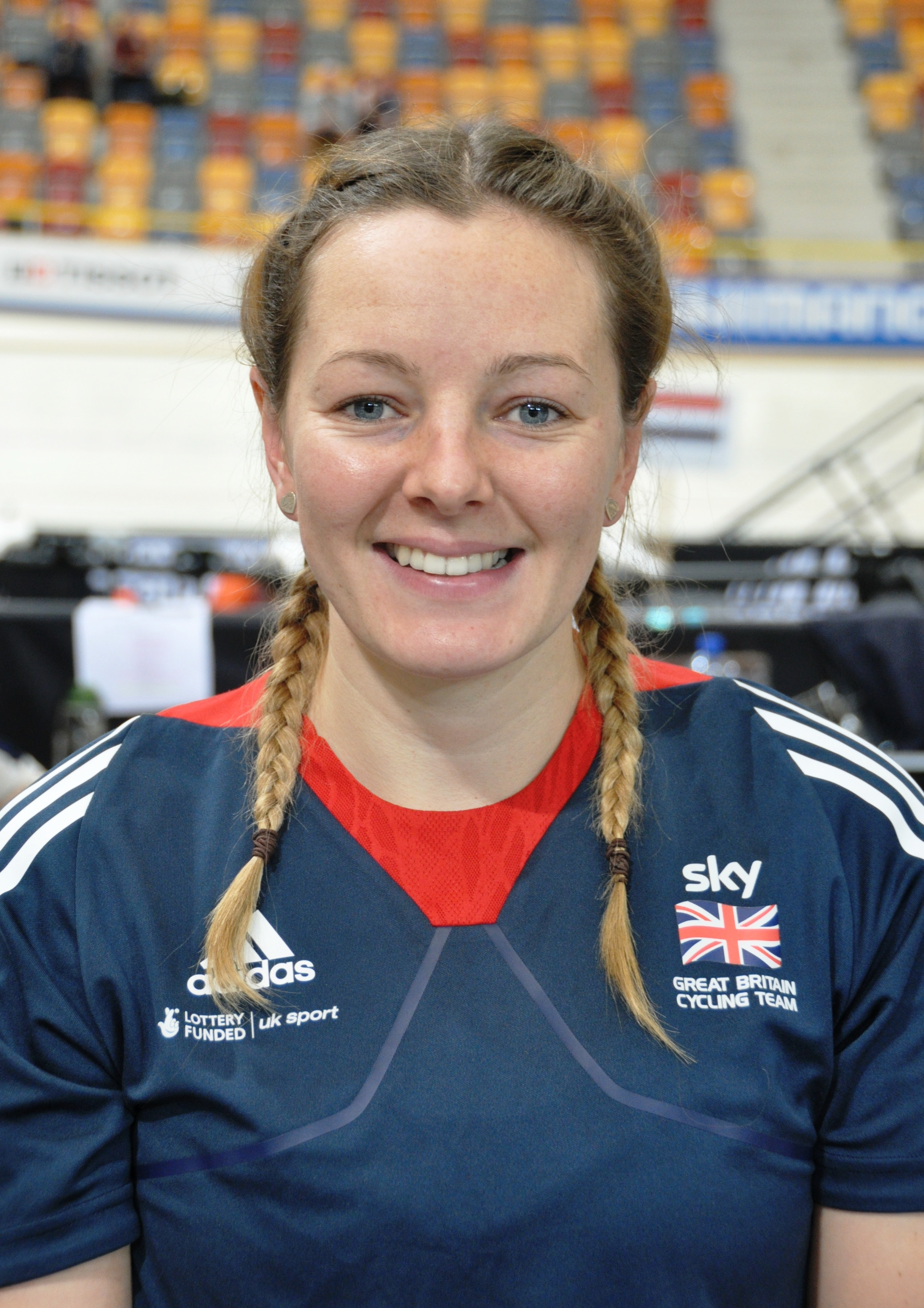
凯蒂·马钱特

凯蒂·马钱特，MBE（英語：Katy Marchant，1993年1月30日—）是一名专长于争先赛项目的英国女子场地自行车运动员。她原本练习七项全能，2013年4月开始改练习自行车。她曾参加2016年里约奥运，並获得女子个人爭先賽的铜牌。